# Dyleň
Der 939 m hohe Dyleň (deutsch Tillenberg oder Tillen) ist die zweithöchste Erhebung des Oberpfälzer Waldes.
Er befindet sich auf den Fluren der Gemeinde Stará Voda östlich des bayerischen Bad Neualbenreuth. Die bayerisch-tschechische Grenze verläuft nordwestlich etwa 500 Meter entfernt und ca. hundert Meter unterhalb des Gipfels.

## Geschichte

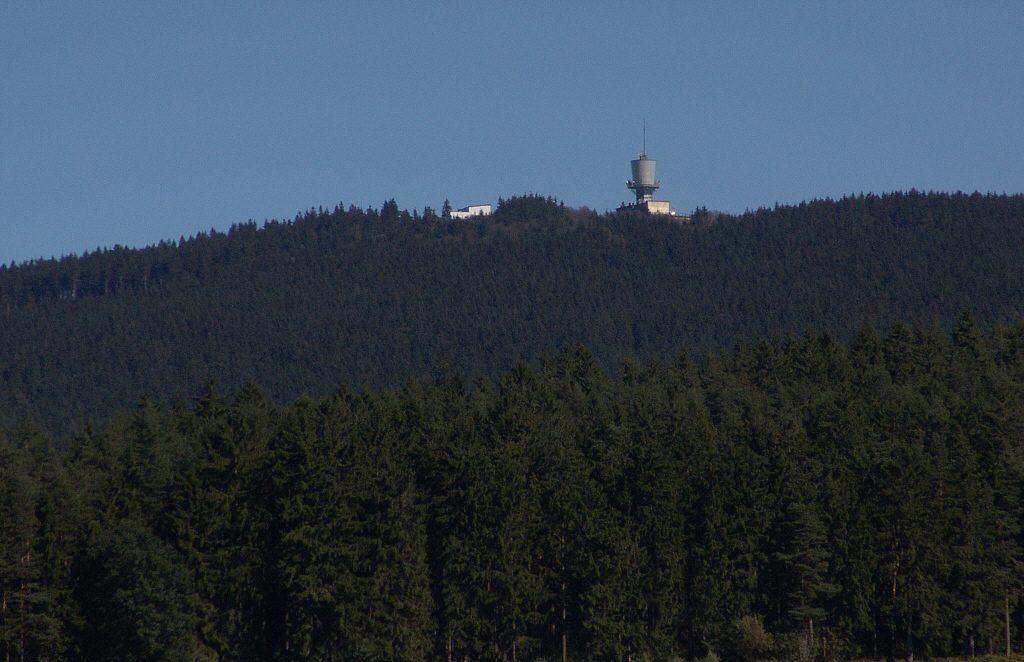
Der Gipfel des Tillenbergs, von bayerischer Seite aus gesehen.

In alten Nachschlagewerken gilt der Dyleň als die höchste Erhebung des Oberpfälzer Waldes; teils wird in diversen Lexika diesbezüglich aber auch der Entenbühl genannt, der knapp 25 Kilometer weiter südlich liegt. Heutzutage aber ist erwiesen, dass der Čerchov im Süden des Oberpfälzer Waldes die höchste Erhebung ist.
Österreichische Geographen hatten zur Zeit der k.u.k. Monarchie den Tillen als den geographischen Mittelpunkt Europas errechnet. Sie dokumentierten dies damals auf einer Kupferplatte, die sie auf dem Gipfel anbrachten. Die Ortschaft Bad Neualbenreuth auf der deutschen Seite erwähnt dies in ihrer Fremdenverkehrswerbung.
Die Denkmale zum Mittelpunkt Europas befinden sich an einem alten Grenzweg, der heute die deutsch-tschechische Grenze markiert. In unmittelbarer Nähe liegen der Granatbrunnen und der Königsstein.
1926 errichtete der Deutsche Alpenverein, Sektion Eger, ein Vereinsschutzhaus, das Tillenschutzhaus, auf dem Berg. Dieses wurde von tschechischer Seite nach dem Zweiten Weltkrieg wieder abgetragen und nach Pilsen transportiert.
In den 1960er Jahren errichtete die Tschechoslowakei auf dem großen Gipfelareal eine militärische Aufklärungsstation, die nach dem Ende des Kalten Krieges 1989 ihre Berechtigung verlor. Heute befinden sich auf dem Gipfel Sendeantennen tschechischer Rundfunkstationen.
1964 wurde am Tillenberg eine Uranerzlinse entdeckt und im Tagebau mit Sucharbeiten begonnen. Nach der Aufteufung von zwei Schächten, die eine größte Teufe von 1003 und 1258 Meter erreichten, begannen 1966 die Uranbergwerke Westböhmen mit dem Abbau, der bis 1991 dauerte. In 18 Sohlen wurde Uran gefördert. Insgesamt 100.150 Beschäftigte arbeiteten am Tillenberg. Aus den abgebauten 786.706 Tonnen Uranerz wurden 1121 Tonnen reines Uran gewonnen. Der Gipfel des Berges ist noch heute mit Stacheldraht eingezäunt und abgesperrt, so dass man nicht auf das Gipfelplateau gelangen kann.

## Sagen

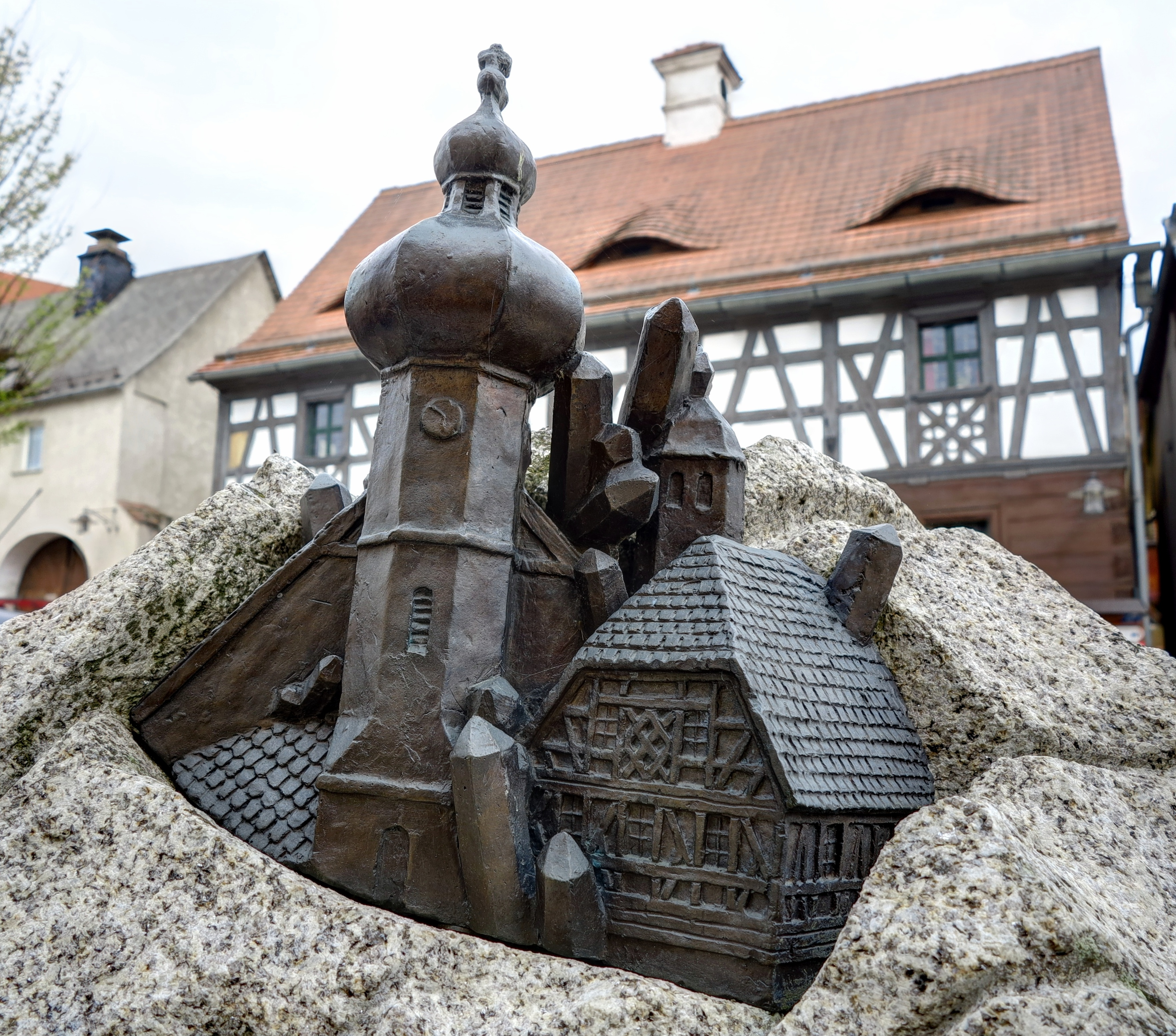
Detail aus dem Bad Neualbenreuther Sagenbrunnen, Tillenstadt

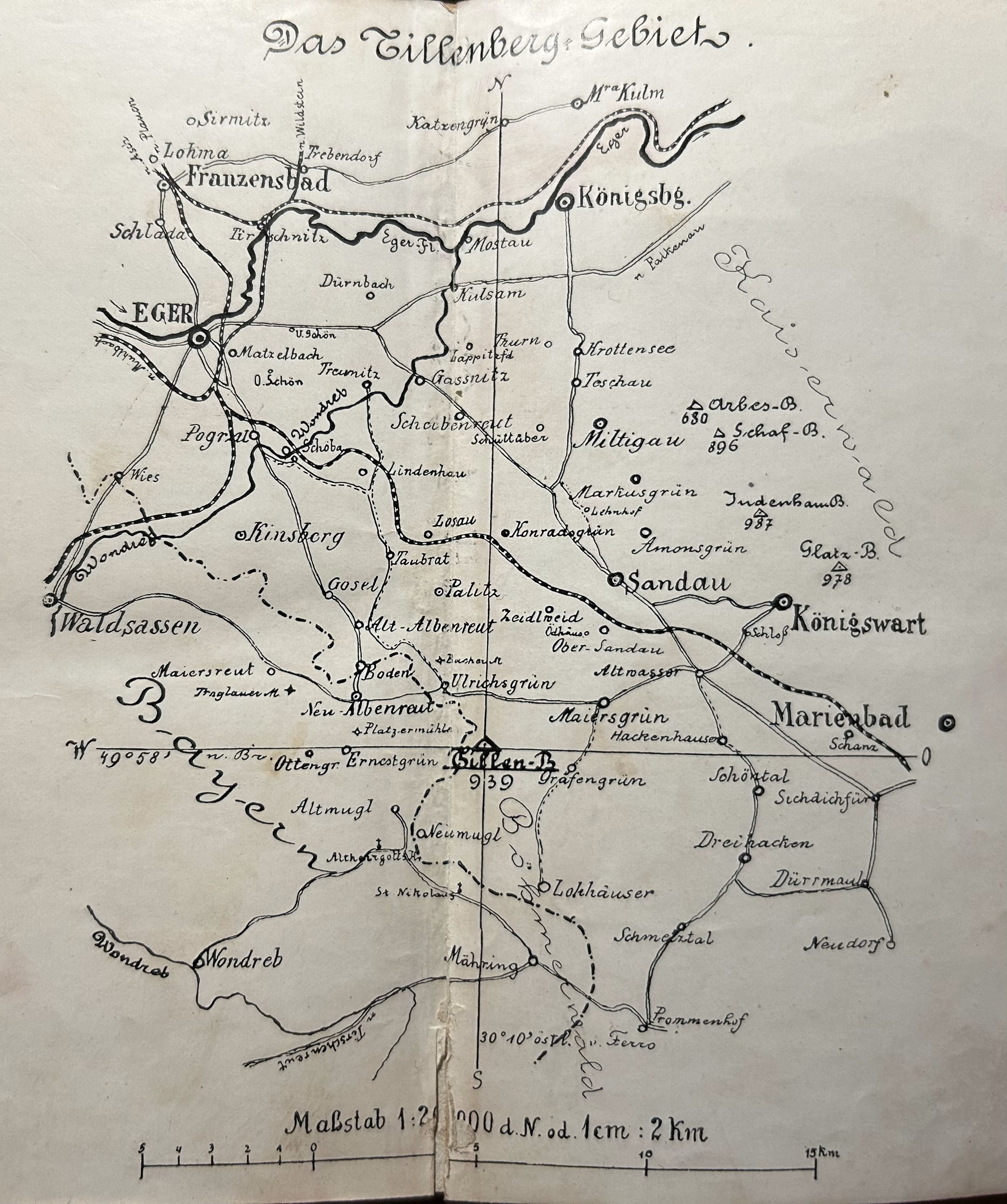
Tillenberg, Karte der Umgebung, 1904

Über diesen Berg gibt es zahlreiche Sagen, vom Berggeist, der darin wohnt oder von der Frau ohne Kopf. Auch von den Zwergen, die dort nach Granaten und anderen edlen Steinen suchen, erzählte man sich Geschichten. Hier soll auch einmal die Tillenstadt gestanden haben, die jedoch wegen der verfallenden Moral ihrer Bewohner verflucht worden und im Erdboden versunken sei. Eine Wahrsagerin mit dem Namen Sibylle Weis kommt ebenso in einigen Tillensagen vor. Ihren Vornamen verwendete man für das nahegelegene Sibyllenbad im Landkreis Tirschenreuth, das erste und bisher einzige Kur- und Heilbad der Oberpfalz.
Im nahegelegenen Bad Neualbenreuth sind am Sagenbrunnen am Marktplatz Geschichten und Märchen rund um den Tillenberg dargestellt, neben der Sibylle von Prag Zwerge und Berggeister und die geheimnisvolle Tillenstadt. Zu den Sagen gehören etwa Der Drache vom Lindenberg und Die Perlenbraut.
Zu Sagensammlungen, die sich speziell dem Tillenberg widmen, gehört Hans Sommerts (Pseudonym: Ernst Freimut) Werk Der Tillenberg: ein Sagenschatz aus dem Egerlande (1904), später veröffentlicht als Tillenwunder: ein Sagenkranz aus dem Egerlande (1924).

## Sendeanlage

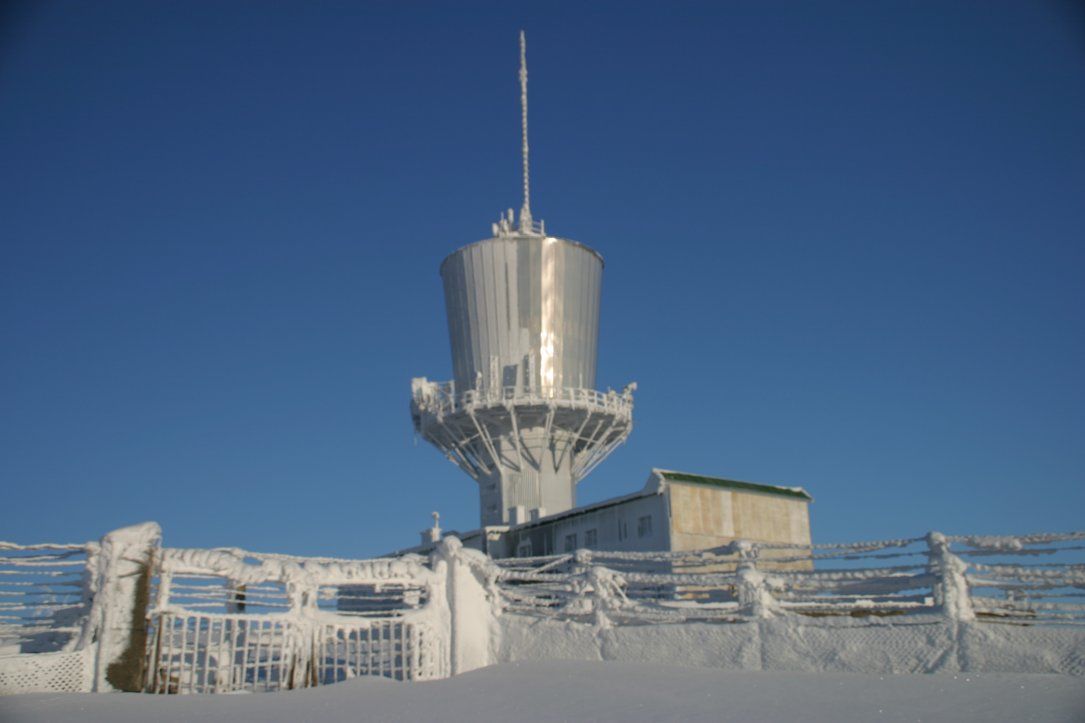
Gipfel des Tillen

Anfang der 1990er Jahre verlor die Radarstation auf dem Gipfel ihre Bedeutung. Teile der Anlage wurden abgetragen. Der Turm wurde renoviert und dient als Sender für Radio- und Fernsehprogramme. Im UKW-Bereich sendet von dort aus das private Radio Blanik aus Cheb auf 92,5 MHz. Darüber hinaus werden folgende staatliche Programme ausgestrahlt: ČRo 1 97,6 MHz; ČRo Regional Karlovy Vary 100,8 MHz. Wegen der grenznahen Lage des Berges zu Deutschland sind die Programme auch in Teilen Oberfrankens und der Oberpfalz zu empfangen. Radio Blanik sendet mit 5 Kilowatt und ist deshalb auch in höheren Lagen rund um das 110 Kilometer entfernte Regensburg empfangbar.